# 200 Liberty Street
200 Liberty Street, ehemals One World Financial Center, ist ein Wolkenkratzer in New York City. Er ist Teil des Bürokomplexes Brookfield Place und befindet sich im Stadtteil Battery Park City in Lower Manhattan.

## Beschreibung
Die 200 Liberty Street, von 1983 bis 2013 als One World Financial Center bekannt, ist ein 176 Meter hohes Bürogebäude, das von dem argentinischen Architekten César Pelli und dem Bauingenieur Thornton Tomasetti entworfen wurde. Der Bau des Hochhauses begann 1983, wurde 1985 abgeschlossen und 1986 eingeweiht. Die 200 Liberty Street steht etwas abseits südlich von den anderen Gebäuden des Brookfield Place-Komplexes und ist mit ihnen mit einer Skybridge über die Liberty Street zum Nachbargebäude 225 Liberty Street verbunden. 200 Liberty Street hat wie die drei anderen Türme des Komplexes ein markantes Kupferdach. Bei diesem Gebäude handelt es sich um einen Pyramidenstumpf. Dieses Dach ist eine kontextbezogene Hommage an das Mansarddach des gegenüberliegenden denkmalgeschützten Apartmenthochhaus 90 West Street. 200 Liberty Street besitzt ein mit einer stumpfen Kuppel versehenes Seitengebäude mit der Lobby. Von dort führt die noch zum Komplex gehörende Skybridge „Liberty Street Bridge“ über die West Street (West Side Highway) zum Liberty Park im neuen World Trade Center. Die Brücke hatte die Anschläge vom 11. September 2001 auf das alte World Trade Center wegen ihrer größeren Entfernung zum Südturm überstanden.
Ein Großteil von Brookfield Place (bis 2013 World Financial Center) wurde bei den Anschlägen durch den Einsturz der Zwillingstürme, die sich direkt neben dem World Financial Center befanden, schwer beschädigt. Mit einem Volumen von 250 Millionen Dollar wurde Brookfield Place vom Unternehmen Brookfield Office Properties modernisiert und 2014 der Bürokomplex in „Brookfield Place“ und das One World Financial Center in „200 Liberty Street“ umbenannt.

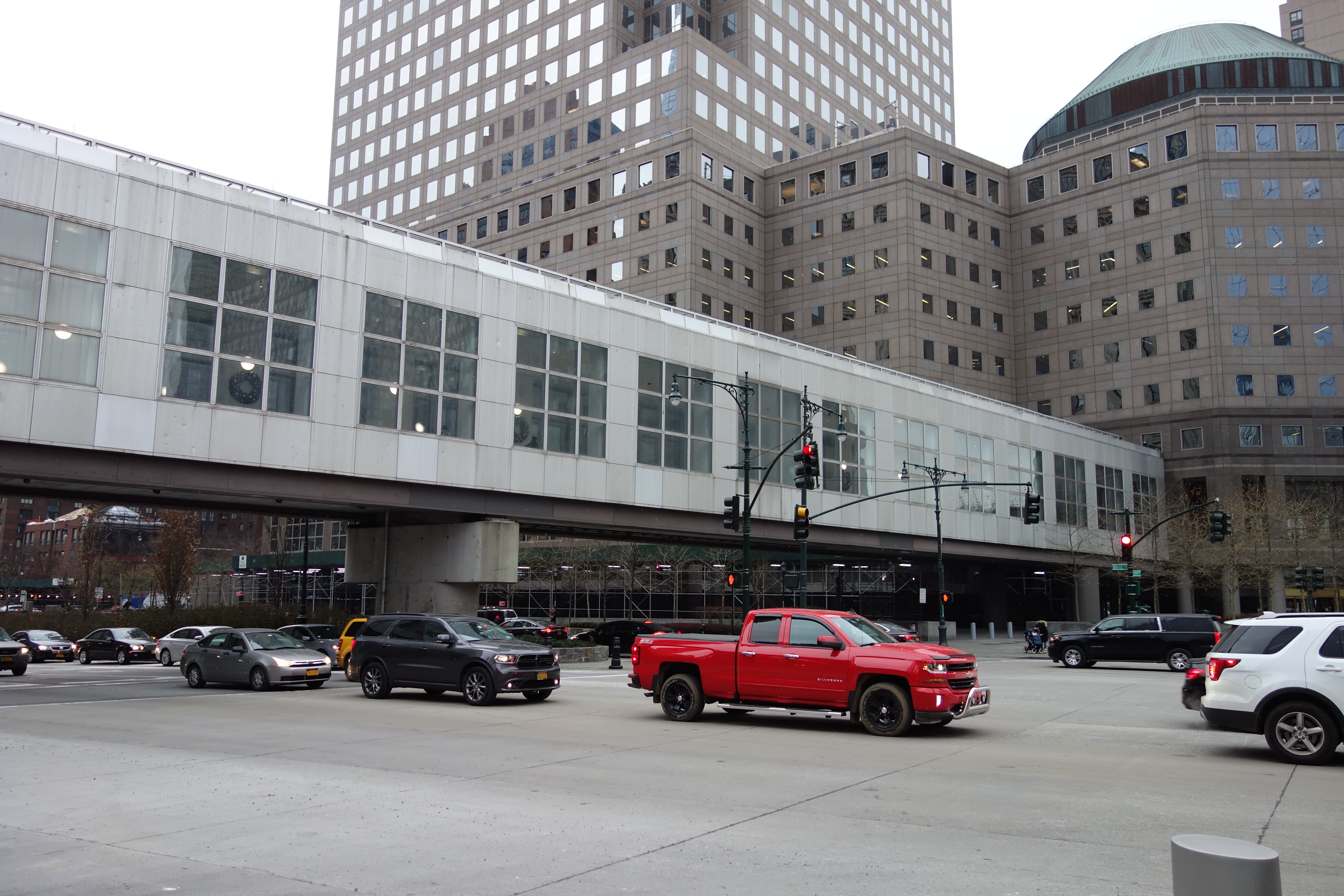
Liberty Street Bridge über der West Street
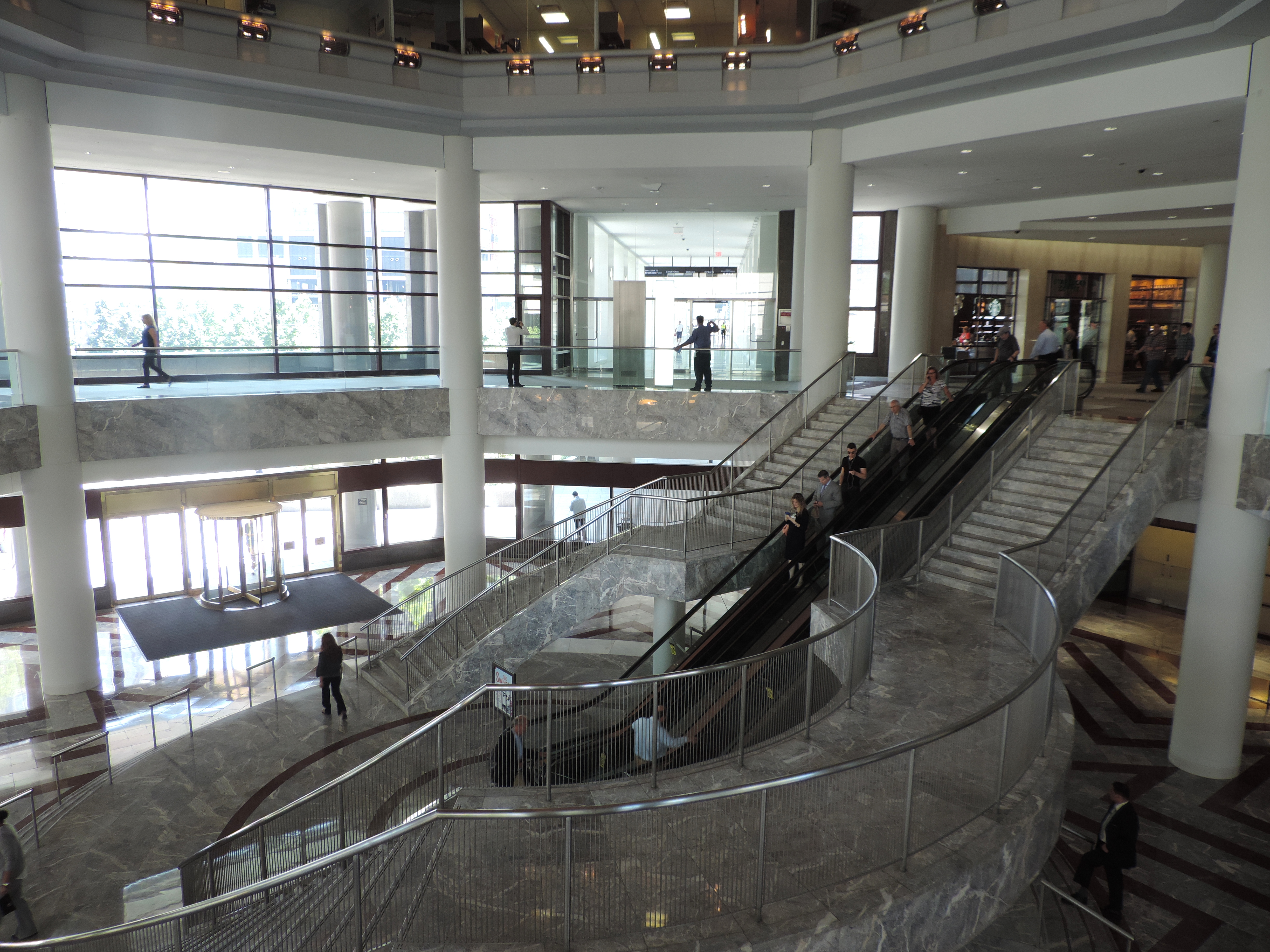
Lobby und Zugang zur Liberty Street Bridge
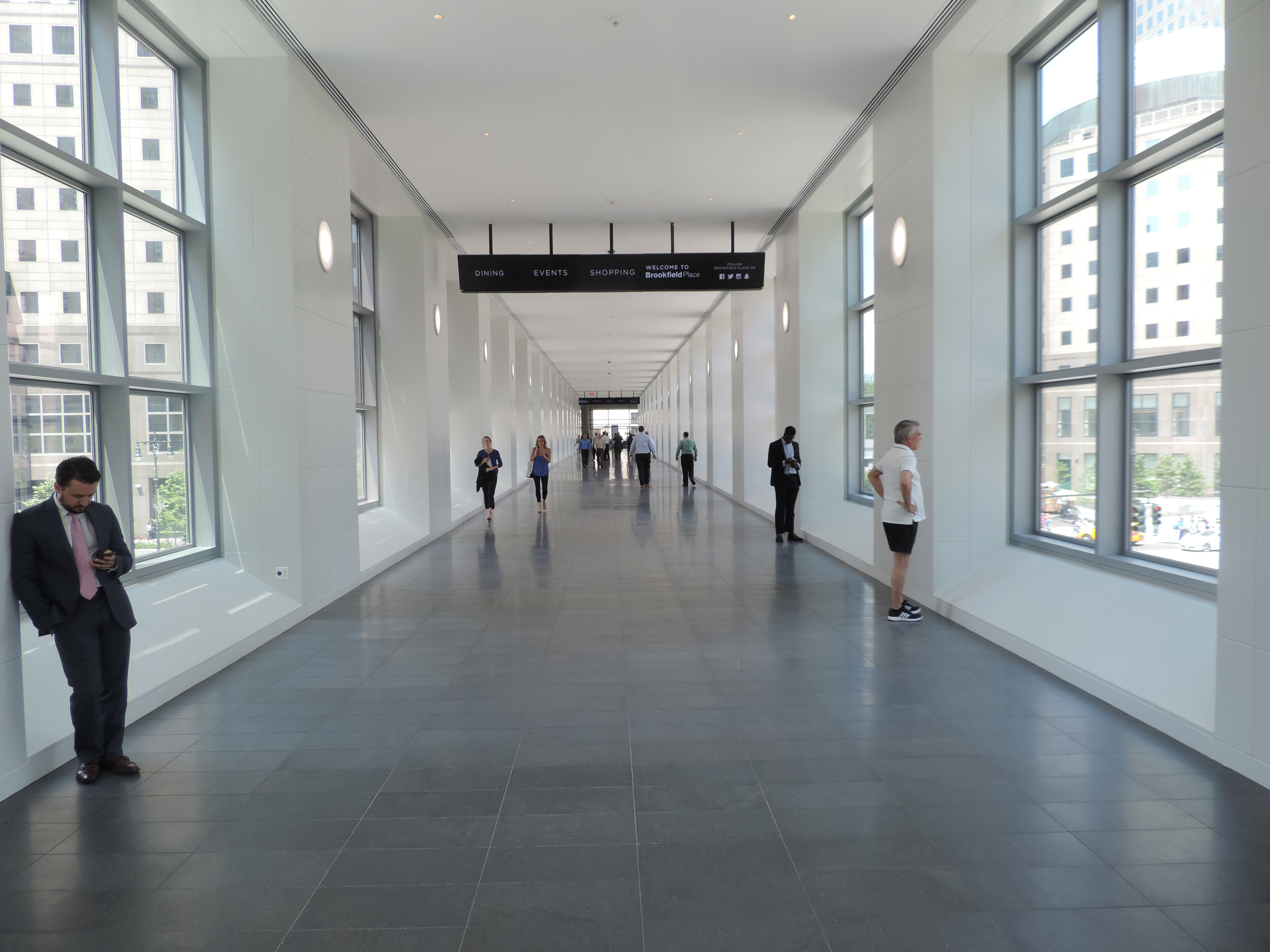
Liberty Street Bridge
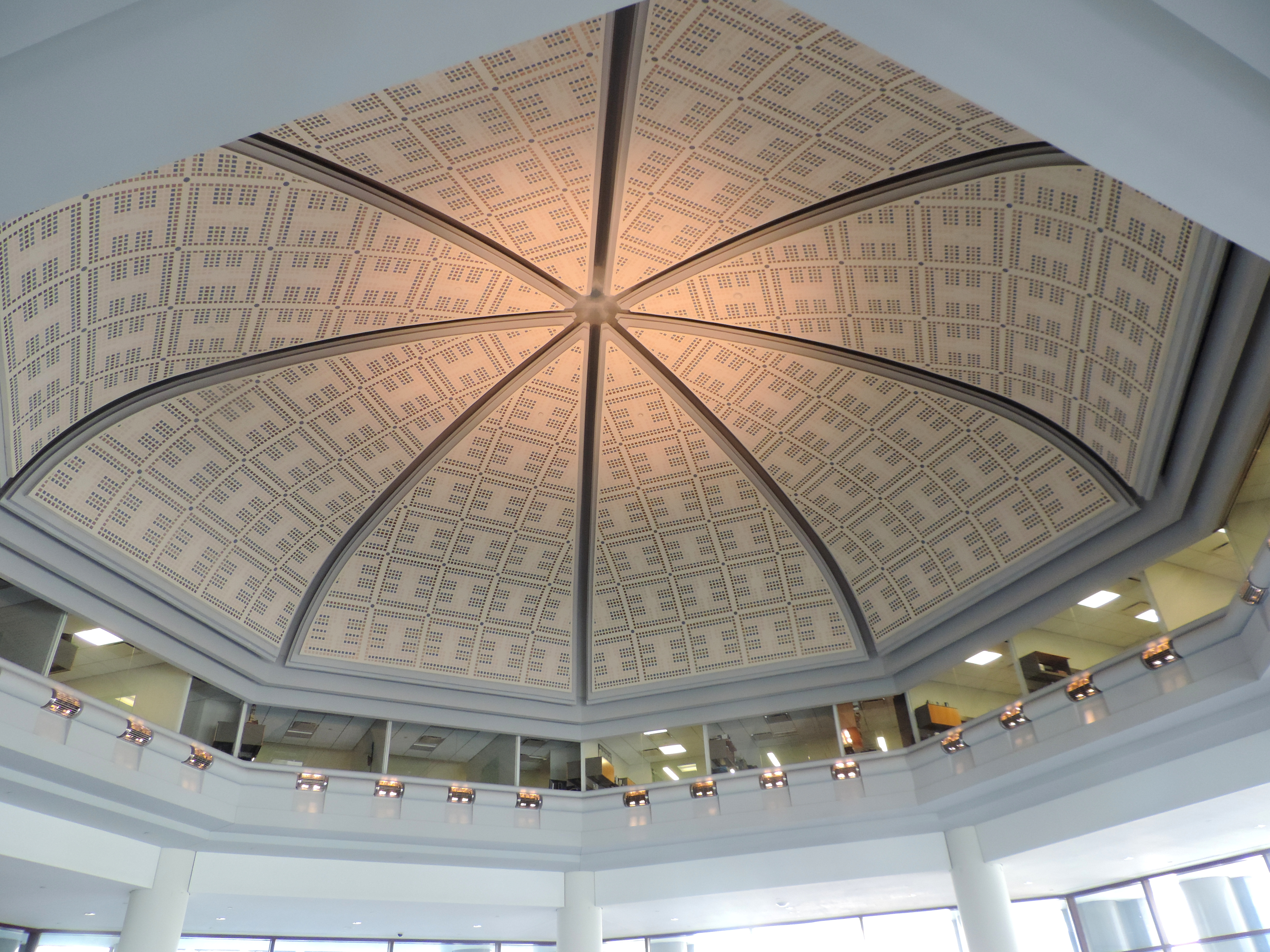
Kuppel im Seitengebäude
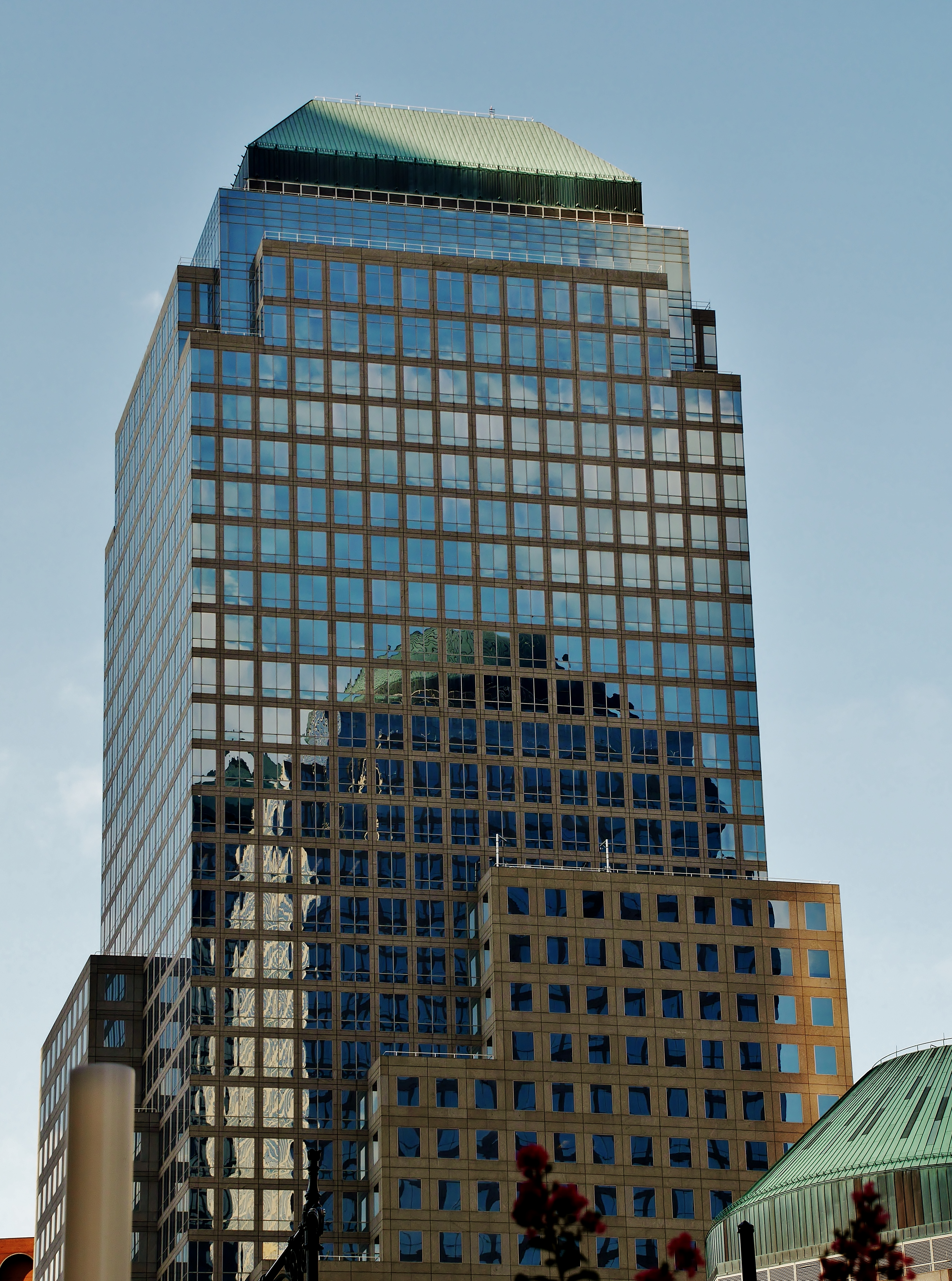
Dachform Pyramidenstumpf
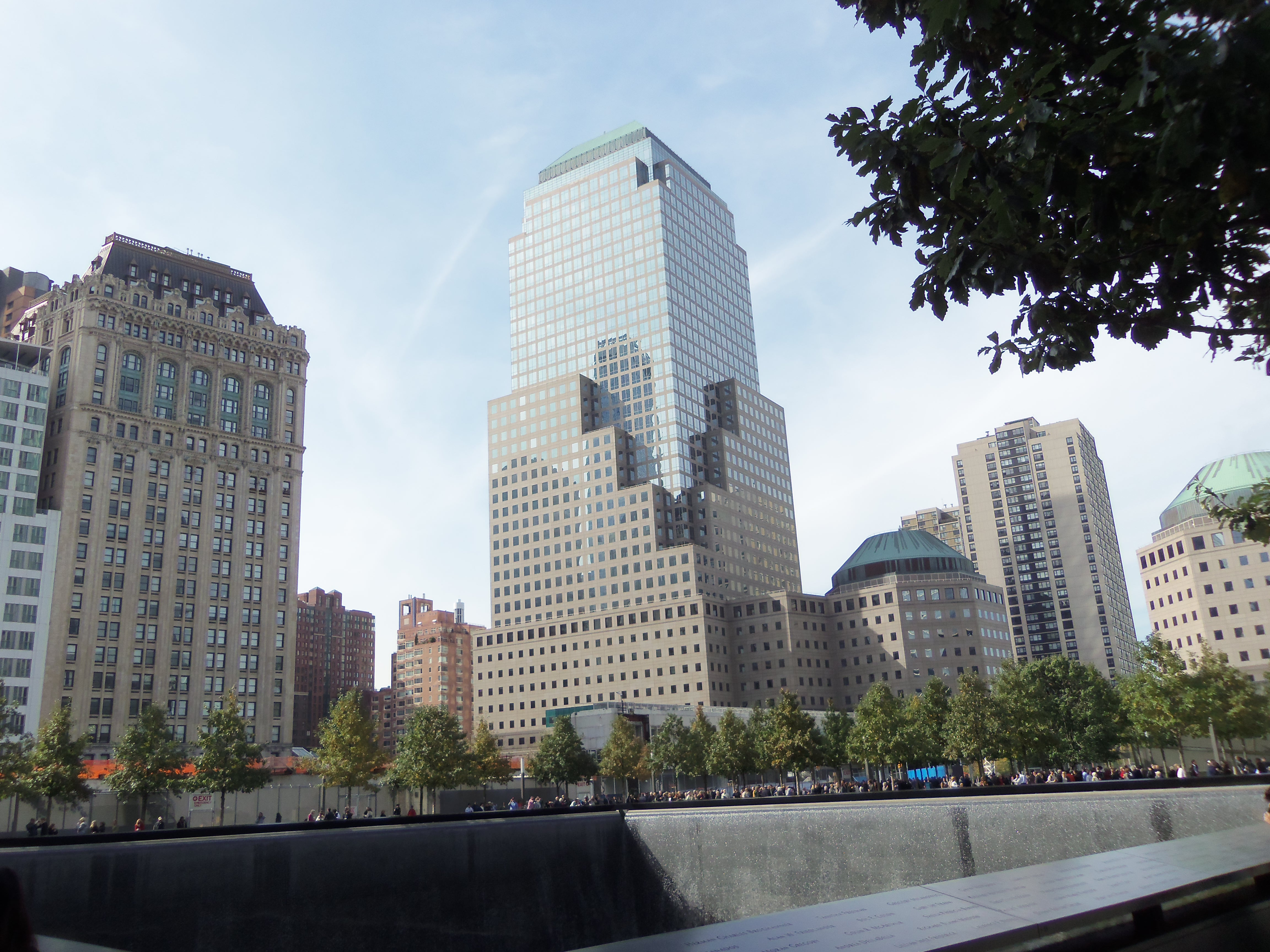
Blick von der Gedenkstätte 9/11